# 山口薫 (経済学者)
山口 薫（やまぐち かおる、1946年 - ）は、日本の数理経済学者、未来学、システムダイナミックス研究者、NPO法人日本未来研究センター理事長、元同志社大学大学院ビジネス研究科教授。債務貨幣の対立概念としての公共貨幣を提唱。システムダイナミックス等について、国際学会等に日本から多数の英文の論文(会計システムダイナミックスマクロ経済モデル)を発信する学者の一人。既存の債務貨幣経済システムの代替案として注目を集める「電子公共貨幣」フォーラム代表を務める。(電子公共貨幣については、下段参照。)

## 所属団体
世界未来研究学会（World Futures Studies Federation, WFSF）理事、フェロー (Fellow)。世界科学芸術アカデミー (The World Academy of Art and Science) フェロー (Fellow)。国際システムダイナミックス学会（経済学チャプター前会長、日本支部理事(国際担当))。日本未来研究センター理事長など。

## 履歴
1946年
兵庫県淡路島生まれ。
カリフォルニア大学バークレー校大学院博士課程で数理経済学（一般均衡論）を学ぶ。この間、後に1983年にノーベル経済学賞を受賞するジェラール・ドブルーのセミナーに参加した。1985年、Ph.D.（理論経済学）を取得。指導教授のひとりであったジョージ・アカロフは、後に2001年にノーベル経済学賞を受賞した。その後、カリフォルニア州立大学、サンフランシスコ大学、ハワイ大学等で教鞭をとる。
ハワイ大学経済学部に在職中の1987年に、当時WFSFの会長であったジム・データに推薦されて未来研究活動を開始。その後、WFSF北京大会、ブダペスト（ハンガリー）大会、バルセロナ（スペイン）大会、トゥルク（フィンランド）大会、ブリスベーン（オーストラリア）大会等で、未来研究活動を展開。
- 1993～99年

「未来志向 複雑系適応研究セミナー(FOCAS)」を、ノーベル賞学者2名 (Dr. Roger Sperry, Dr. Jerome Karle)を始め世界中の著名な未来研究者、科学者、ユネスコ高官等の参加を得て淡路島で主催。日本における唯一の国際未来研究セミナーとして注目を集める。2000年開催のハノーバー万国博覧会（ドイツ）へは、科学諮問 委員会国際委員として招聘され、「21世紀の未来」テーマ館のビジョンづくりに参加。WFSF前理事。現在、WSFSフェロー。
1997年、大阪産業大学経営学部流通学科教授となり、「むらトピア（地球村）経済」理論を提唱する。生まれ故郷である淡路島に家族全員で移住し、環境にやさしい地球村カントリーリビングを実践。このソーラーホームでの カントリーリビングの模様は、1998年1月17日にフランスのCanal＋テレビ局からパリ・ロンドン・ロスアンゼルス・フィージー・大阪を結んだ生放送で 全ヨーロッパに紹介される。また、「淡路のエコハウスに日本人の暮 らしの原点と未来が見える（輸入住宅、Vol.4、新建新聞社、2003年）として紹介された。
1997年8月、五色・淡路未来フォーラム代表として、町営である地元の淡路五色ケーブルテレビに、住民フォーラムの開催告知を有料CMとして流すことを求めたところ、いったん放送が始まったCMが打ち切られる事態となり、これを受けて山口は11月に至り、五色町と町長を提訴した。この問題は公営メディアの社会的機能をめぐる問題として注目された。この件において山口は、1998年12月25日に敗訴してしまうが、これに関連して同町長は、2期目途中の2002年、業者に入札情報を漏らす競売入札妨害と加重収賄罪に問われて辞職、有罪判決を受けることになった。
世界未来学会を代表して2000年にドイツのハノーファーで開催されたハノーヴァー万国博覧会 (Hannover Expo 2000) の科学諮問委員会国際委員として、「21世紀の未来」テーマ館のパビリオンづくりに参加。その後、2002年11月に広島県呉市で開催された第18回世界未来研究学会の顧問として活動した。
- 2003年

同年夏から8ヶ月間、カリフォルニア大学バークレー校ハースビジネススクール (Haas School of Business) に客員研究員として滞在し、「会計システムダイナミックス」という新しい経済分析手法を開発する。以来、マクロ経済モデリング＆シミュレーション分析の研究に再着手。「会計システムダイナミックス」をベースにしたマクロ経済研究成果を国際システムダイナミックス会議で立て続けに発表をつづける。10年後の2013年に同マクロ経済研究シリーズの集大成としての著書 Money and　Macroeconomic Dynamics を執筆、完成させる。前掲書の序章によると、ケインズが出版した『一般理論』では、貨幣が外生的に扱われている点を、貨幣すなわちMoneyがマクロ経済モデル分析に欠かせないという点を強調するようなタイトルになっているという。
- 2013年

現行の経済システムを「債務貨幣システム(Debt money system)」であるとし、持続可能な未来社会を構築していくうえで欠かすことのできない「公共貨幣経済システム(Public money system)」についての経済学的研究を著書『Money and Macroeconomic Dynamics』(NPO法人日本未来研究センター,2013)にまとめ出版し、注目されている。この本は、ジョン・メイナード・ケインズが1936年に出版した『一般理論』で展開した不均衡モデルを基に、アーヴィング・フィッシャーが1935年に出版した『100％ Money』で提唱した、貨幣が経済活動の中心であるという理論を統合する新理論となっている。(社会)科学的な探求の精神に則る形で、同著書と会計システムダイナミックスマクロ経済モデルは自由かつ無料のオープンソースとなっている。(日本語版ホームページ: http://www.muratopia.org/index-j.html) 無料版システムダイナミックスソフトウェアを使って、さまざまな状況を自由にシミュレーションすることができ、各々がコンピューターをつかってモデルを実際に操作できるようになっている。
現在はNPO法人日本未来研究センターでSystem Dynamicsの分析手法を用いて、企業経営戦略から自治体の公共政策、地球環境問題まで複雑なシステムを総合的に扱うコンピューターシミュレーション・シナリオ分析手法「システムダイナミックス」の普及活動に従事。
また自らの研究結果をもとに、増税なしでも政府の債務が完済でき、金融危機やそれから派生する不況、失業、所得格差などのさまざまな社会問題に対処していく基盤となりうる「公共貨幣システム」の導入を活動的に提案している。

## 書籍及び論文
- 『公共貨幣』（東洋経済新報社、2015）
- 主著『Money and Macroeconomic Dynamics』(NPO法人日本未来研究センター、2013)
- カリフォルニア大学バークレー校大学院博士論文 『ワルラス・ケインズ・マルクスを超えてー新しい社会デザインに向けた経済理論の統合』（ピーターラング出版、ニューヨーク、1988年、英文)

原題: Beyond Walras, keynes and Marx - Synthesis in Economic Theory Toward a New Social Design (American University Studies, Series XVI, Vol 3),
Peter Lang Publishing 1988
- 『産業と情報社会』（共著、日本放送出版協会、1996年）
- 『情報化時代の持続可能な地球村ふるさと』（編著、アダマントン出版、イギリス、1997年）

Sustainable Global Communities in the Information Age - Visions from Futures
Studies, ed. by Kaoru Yamaguchi, Adamantine Press Limited, England, 1997.
- 『持続可能社会の開発と計画』（共著、エドガー出版、イギリス、2004年、英文）

Modeling Long-Term Sustainability (Chap. 3, pp. 29 - 59) in “Handbook of
Sustainable Development Planning: Studies in Modelling and Decision Support",
ed. by M. Quaddus and A. Siddique, Edward Elgar Publishers, Cheltenham, UK;
Northamton, MA, USA, 2004, 2013
- 『グローバリゼーション、ガバナンスと高等教育の未来』（共著、トランザクション出版、アメリカ、2006年、英文）等多数。

Mapping the Future Higher Education, in \Learning to Seek: Globalization, Gov-
ernance, and the Future of Higher Education", ed. by Majid Tehranian, James
Dator, and Walt Anderson, Transaction Publishing: Rutgers, New Jersey, USA,
2006.
- 複式簿記の会計システムと微分方程式のシステムダイナミックスを統合した新しいビジネスモデリングの方法論を提案し、会計システムダイナミックス原理 (Principles of Accounting System Dynamics ) として、2003年の第21回国際システムダイナミックス学会にて報告。

https://web.archive.org/web/20120530192927/http://systemdynamics.org/conferences/2003/proceed/PROCEED.pdf
その後、この方法論にもとづいてマクロ経済モデルを構築。特に以下の3部作は、2008年のリーマン・ショックによる金融危機、政府債務危機を克服するための貨幣改革 (Monetary Reform) シミュレーションモデルとして注目されている(KPMG report, September 2016 Money Issuance - Alternative Monetary System 日本語訳: 貨幣の発行 - 代替貨幣システム)。
このようなシミュレーション分析にサポートされた新しいマクロ経済システムを、従来の「債務貨幣マクロ経済システム (Macroeconomic Systems of Debt Money)」に代わる「公共貨幣マクロ経済システム (Macroeconomic Systems of Public Money)」と呼んでいる。

以下、時系列に近年の研究発表論文を整理。
2010年
- 7月、研究論文: On the Liquidation of Government Debt under A Debt-Free Money System – Modeling the American Monetary Act –

韓国首都ソウルで開催された第28回国際システムダイナミックス学会にて報告発表される。
(PDF format: https://web.archive.org/web/20130526120133/http://www.systemdynamics.org/conferences/2010/proceed/papers/P1061.pdf)
2011年
- 7月、研究論文: Workings of A Public Money System of Open Macroeconomies – Modeling the American Monetary Act Completed –

首都ワシントンD.C.で開催された第29回国際システムダイナミックス学会にて報告発表される。
(PDF format: https://web.archive.org/web/20160306173529/http://www.systemdynamics.org/conferences/2011/proceed/papers/P1042.pdf)
2012年
- 7月、研究論文: On the Monetary and Financial Stability under A Public Money System – Modeling the American Monetary Act Simplified –

スイス・ザンクトガレンで開催された第30回国際システムダイナミックス学会にて報告発表される。
(PDF format: https://web.archive.org/web/20160306072144/http://www.systemdynamics.org/conferences/2012/proceed/papers/P1065.pdf)
特に、2011年7月26日には、元民主党デニス・クシニッチ 下院議員より米国議会ブリーフィング (Congressional Briefing) へ招待され、公共貨幣システムの有効性 (Workings of A Public Money System) について報告している。
https://web.archive.org/web/20160421195552/https://www.highbeam.com/doc/1G1-264304304.html
https://web.archive.org/web/20140223005137/http://www.muratopia.org/JFRC/sd/macrodynamics/DocumentPrint.aspx.webarchive
2013年
- 論文「シカゴプラン(貨幣改革)とその電力・製造業への活用 -アベノミクスを超えて-」[リンク切れ]

会計システムダイナミックスによる「貨幣とマクロ経済ダイナミックス」
の草稿は、SDマクロモデルも含めてすべて無料でダウンロード可能となっている。現行の袋小路的な経済システムに代わる新しい経済システムを模索する世界の若手研究者の研究論文等で、引用、利用されだしている。
https://web.archive.org/web/20140218211538/http://www.muratopia.org/JFRC/sd/MacroModel.html
2015年
- 7月、共著論文: ASD Macroeconomic Model of Japan on the Flow of Funds and National Accounts – Report on its Early Stage Development –

マサチューセッツ州ケンブリッジで開催された第33回国際システムダイナミックス学会にて、日本未来研究センターが主導する、日本銀行の資金循環統計、内閣府が作成する国民経済計算や総務省が担当する人口統計等を統合的に活用した「会計システムダイナミックスマクロ経済モデル」構築プロジェクトの初期段階を報告する。
Joint paper in PDF format: http://www.muratopia.org/Yamaguchi/doc/Japan-MacroModel%28final%29.pdf
- 9月、著書「公共貨幣 -政府債務をゼロにする「現代版シカゴプラン」」(東洋経済新報社)が出版される。

https://store.toyokeizai.net/books/9784492654743/
2016年
- 7月、共著研究論文: The Heads and Tails of Money Creation and its System Design Failures – Toward the Alternative System Design –

オランダデルフト工科大学で開催された第34回国際システムダイナミックス学会の経済学セッションで発表報告される。
歴史的に大多数の経済学者が混乱してきた信用創造プロセスの異なる二つのアプローチ(1. まず集めて、それら再び貸し出す"仲介者としての民間銀行融資業務" = Flow approach (フローアプローチ)、2. 無から預金を創造し、それを貸し出すという預金の"供給者としての民間銀行融資業務" = Stock approach(ストックアプローチ))を基に、会計システムダイナミックスを用いた簡単な貨幣供給のモデルを構築。第一に、異なる二つのアプローチはマクロの視点では同じ貨幣量の成長過程を示すことをシミュレーションモデルで確認する。さらに実際の融資業務と銀行簿記を反映した後者のアプローチ(Stock approachと著者は呼ぶ)に則り、民間銀行が無から普通預金を創造する現行の準備預金制度がマネーストックの不安性を引き起こすだけでなく、政府債務増大につながっているシステム構造になっていることを解明。第三に、こうした極度に不安定で様々な経済問題を引き起こす債務貨幣制度のシステム構造の分析に基づきながら、1939年に提案されたシカゴプランの現代版となる公共貨幣制度に移行することで解決されうる点を主張するという構成になっている。
Joint paper in PDF format: http://www.muratopia.org/Yamaguchi/doc/Head-and-Tail-2016.pdf
2017年
- 2月、共著研究論文 Peer-to-Peer Public Money System – Focusing on Payments –

シンガポール国立大学レジデンシャルカレッジ4で開催された第2回アジア・太平洋チャプター国際システムダイナミックス学会の経済学セッションで発表報告される。
はじめに、2008年9月当時大手投資銀行であったリーマン・ブラザーズの破綻により引き起こされた世界金融恐慌が、1929年に起きた世界大恐慌についで、現行の債務貨幣システムが機能不全に陥った証拠となったと強調する。システムレベルで行き詰まりを見せた貨幣システムに変わる新しいシステムの再設計案として、リーマンショックの前後に発表された二つの論文、1.のちに公共貨幣システムの提案の理論的基礎となった「Accounting Sytem Dynamics macroeconomic model (会計システムダイナミックスによるマクロ経済モデル)」と、2. ブロックチェーン技術を基に、金融機関を介さずにインターネット上で相対(Peer-to-peer)で資金決済を可能にした「Bitcoin: A Peer-to-Peer Electronic Cash System (ビットコイン)」)に触れる。
そして、公共貨幣(Public money)システムと、Bitcoinの相対決済(Peer-to-peer payment)という画期的なシステムデザインを融合した「Peer-to-Peer Public Money System」（邦題：電子公共貨幣システム)が提案されている。これは民間銀行が融資の際に無から預金を創造する現行の準備預金制度がもたらす様々な経済問題の解決を目指した「公共貨幣システム」と、分散型公開元帳(Distributed public ledger)を駆使する「ビットコイン」の利点を最大限に引き出すシステムの再設計の重要性に触れつつ、「Peer-to-Peer Public Money System (電子公共貨幣制度)」の現代的な必要性、緊急性、どうのような利点がもたらされうるか。今後の展望とさらなる議論の必要性にも触れた論文という構成になっている。電子公共貨幣制度の実現を可能にするプロトコルの早急な構築と国際レベルでの討議の場の提供を主目的とした、World-wide Electronic Public Money System Forum (国際電子公共貨幣システムフォーラム)の開催が提案されている。
Joint paper in PDF format: http://www.muratopia.net/research/papers/P2P-PM-System.pdf